# アインザッツグルッペン

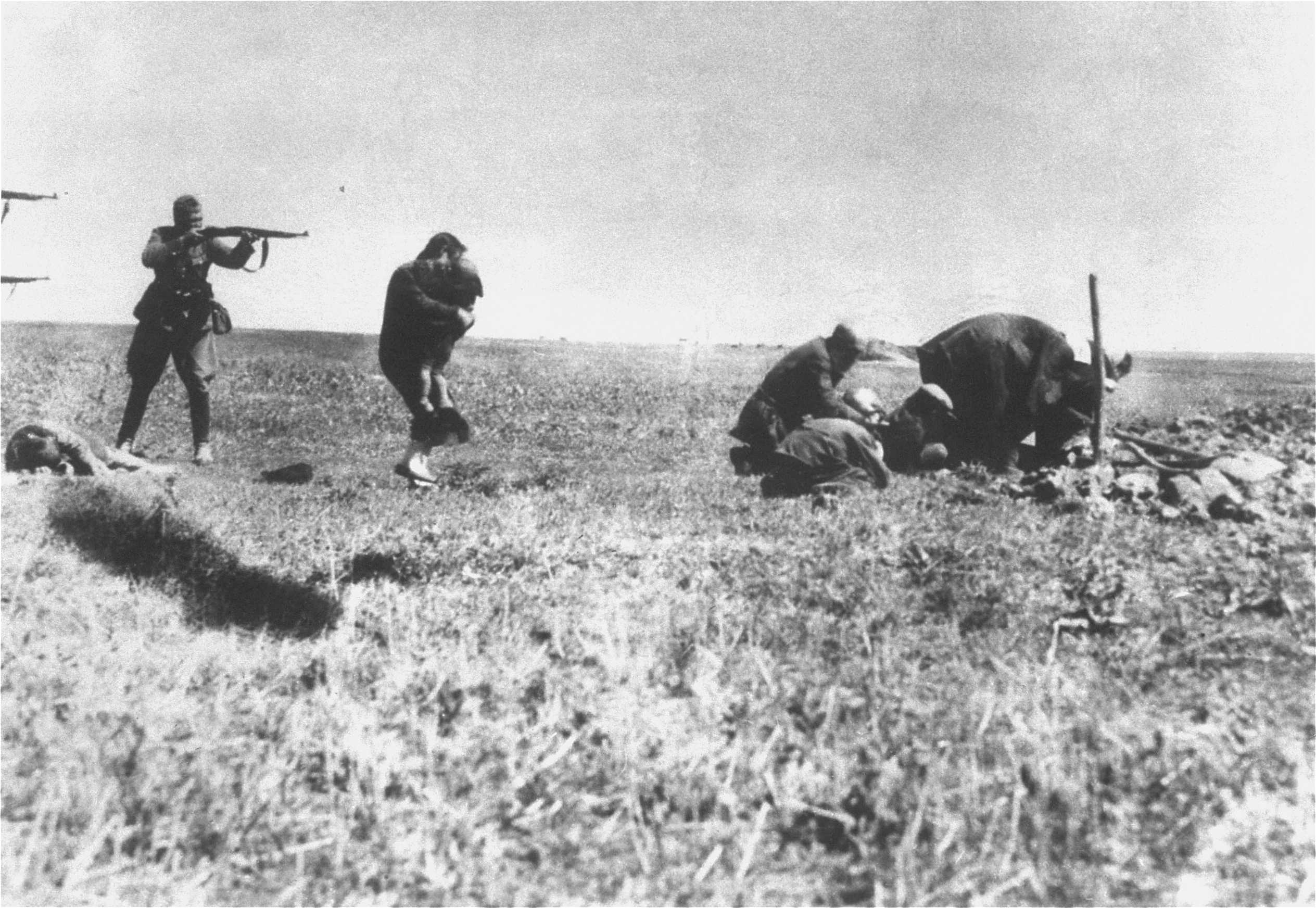
アインザッツグルッペン隊員が子供を守ろうとするユダヤ人女性を射殺する瞬間（1942年、ウクライナ・イヴァンゴロド）

アインザッツグルッペン（独：Einsatzgruppen）は、ドイツの保安警察 (SiPo) と保安局 (SD) がドイツ国防軍の前線の後方で「敵性分子」（特にユダヤ人）を銃殺するために組織した部隊である。
アインザッツグルッペンは複数表記で、単数形はアインザッツグルッペ（Einsatzgruppe）となり、直訳すると「展開集団」や「投入集団」、「出動集団」といった意味合いである。正式名称は「保安警察及び保安局のアインザッツグルッペン」(Einsatzgruppen der Sicherheitspolizei und des Sicherheitsdienstes) という。本稿では「アインザッツグルッペン」と表記するが、意訳で「行動部隊」や「特別行動部隊」、「特別任務部隊」という表記もよく見られる。それ以外には「移動虐殺（もしくは殺人・抹殺・殺戮）部隊」といった意訳も見られる。

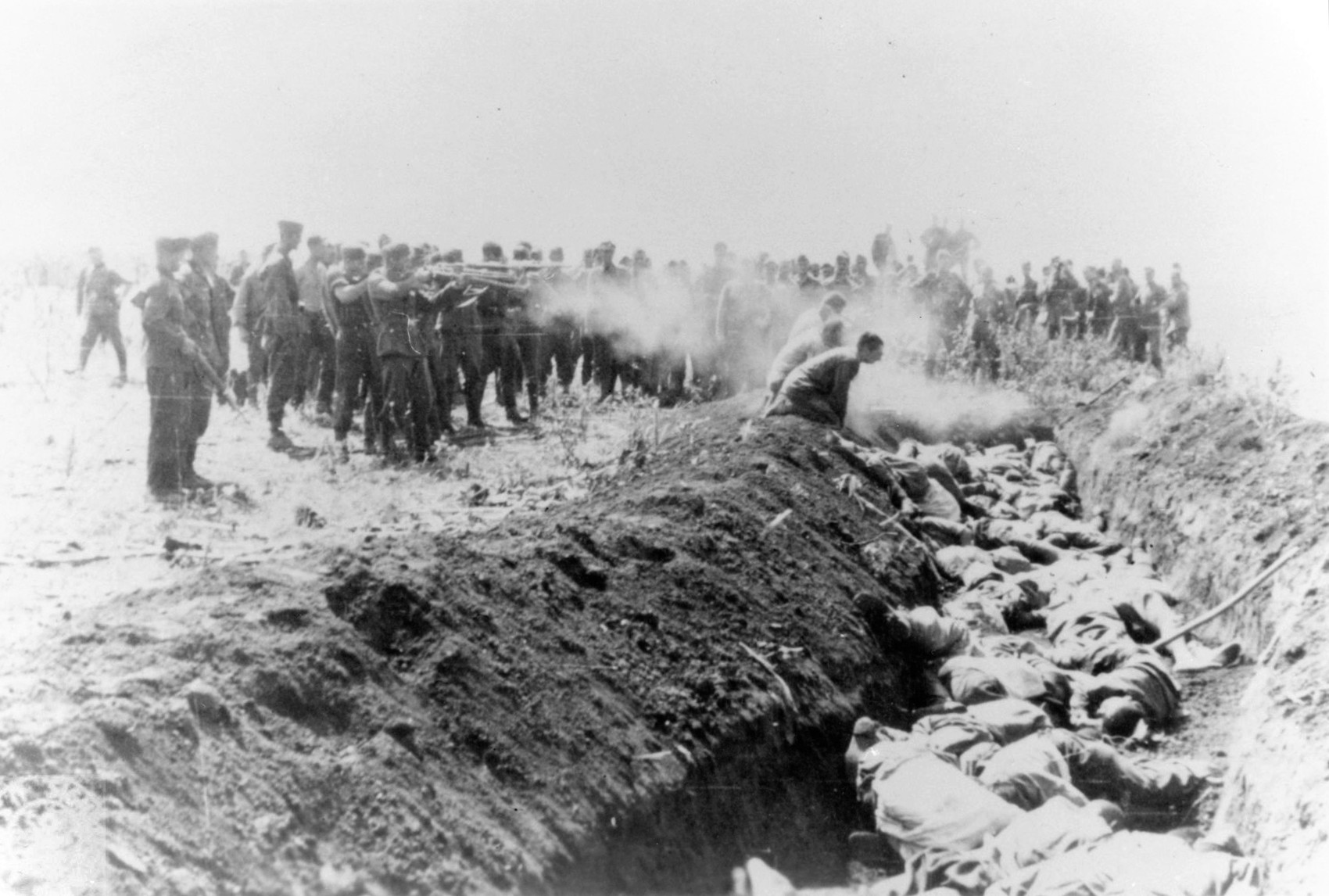
ソ連民間人の大量虐殺　1941年

## 概要
ナチス党政権下のドイツの保安警察及びSD長官（のち国家保安本部（RSHA）長官）ラインハルト・ハイドリヒにより創設された。アンシュルス（オーストリア併合）、ズデーテンラント併合、チェコの保護領下（ベーメン・メーレン保護領）、ポーランド侵攻、独ソ戦とドイツが東部へ領土を拡大するたびに保安警察、もしくは国家保安本部により組織された。
ポーランド侵攻以前のアインザッツグルッペンの銃殺活動は主に知識人・聖職者・政治家などドイツの支配に不都合となる指導層を対象とした。対して独ソ戦におけるアインザッツグルッペンは、ユダヤ人やロマ、共産党幹部などを対象に銃殺を行った。
都市が陥落するとアインザッツグルッペンはその都市の「敵性分子」を集め、森や野原に追いたて、そこで銃殺して遺体を壕に埋めた。銃殺だけではなく、ガス・トラックによる虐殺も行われた。アインザッツグルッペンは1943年に解散された。
アインザッツグルッペンの虐殺行動は一面ではパルチザン（民間人に成り済まして攻撃を行うゲリラ）掃討の意味も持っていたが、各隊隊長たちの殺害報告書には「ユダヤ人」などと人種の項目も独立して記載されているため、単なるゲリラ掃討部隊とは認められていない。ホロコーストの一翼を為すものであったとする見方が大勢である。またパルチザンと何の関係もない民間人も大勢「パルチザン」ないし「共産主義者」と勝手な認定を受けて虐殺されていった。

## 歴史

### 第二次世界大戦前
1938年のアンシュルス（オーストリア併合）前から保安警察長官ラインハルト・ハイドリヒ親衛隊中将は、オーストリアにスパイを放ち、併合後に逮捕すべき反独的人物のリストを作っていた。このスパイ部隊をアインザッツコマンド（Einsatzkommando、出動分遣隊）と呼んだのが最初である。
1938年9月のズデーテンラント併合、1939年3月のチェコスロバキア保護国化の際にも規模を拡大して再組織された。ズデーテンラントでの組織の際にアインザッツコマンドの司令部としてアインザッツグルッペン（Einsatzgruppen）が初めて置かれることとなった。

パルミリ近くの森で処刑されるポーランド人女性たち

### ポーランド戦

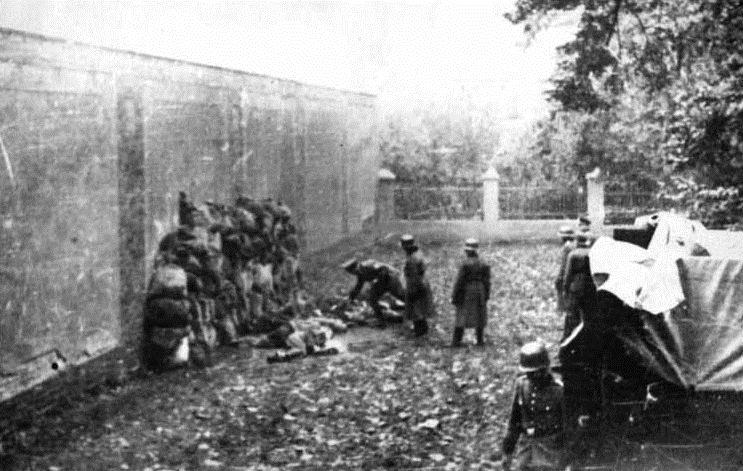
1939年10月、ポーランドのレシュノでのアインザッツコマンドによる処刑

対ポーランド戦争に際してもポーランド占領をしやすくするためにアインザッツグルッペンが再度組織された。ハイドリヒは1939年9月21日にアインザッツグルッペンの指揮官たちを前に「ポーランドの指導者層・知識人層は絶滅されるべきである」などと訓示している。
ポーランドのアインザッツグルッペンは、1隊・2隊・3隊・4隊・5隊・6隊・「フォン・ヴォイルシュ」隊の7隊により構成され、それぞれの隊の下にアインザッツコマンドが複数ずつ置かれた。ポーランド戦の際のアインザッツグルッペンの総員は2700名であった。それぞれ陸軍14軍、陸軍10軍、陸軍8軍、陸軍4軍、陸軍3軍、南方軍集団の進撃を後ろから付いて行って銃殺活動を行った。「フォン・ヴォイルシュ」は軍に付随せず、ドイツとポーランドの国境付近において銃殺活動を行った。
ポーランド戦の際にアインザッツグルッペンの銃殺活動の対象にされたのは主に親衛隊情報部（SD）第二局作成の特別捜査リストに記載された教員、聖職者、貴族、叙勲者、退役軍人などのポーランド指導者層、またユダヤ人、ロマなどであった。1939年9月1日から10月25日にかけてドイツ占領下のポーランドでは民間人16,000人以上が殺害されたが、そのうち四割がアインザッツグルッペンによるものとされる。
国防軍は新参者の親衛隊が自分たちの占領地域を我が物顔で跋扈しているのを好ましく思わず、親衛隊に圧力をかけるようになった。南方軍集団司令官ゲルト・フォン・ルントシュテット上級大将は「フォン・ヴォイルシュ」の活動をヒトラーに正式に抗議している。また国防軍はハイドリヒが企図していたユダヤ人を都市に集中させる「耕地整理」について民政指導部の設立により行うべきであると主張していたが、ハイドリヒは取り合わず、ワルシャワ陥落直前の1939年9月21日には農村部のユダヤ人を都市部へ集め、都市部にユダヤ人評議会を創設させてユダヤ人を一括管理させるようアインザッツグルッペンの指揮官たちに指示を出している。
西ヨーロッパへの侵攻の際にはアインザッツグルッペンは組織されなかった。陸軍が占領地で親衛隊が治安任務にあたる事を拒否したためである。

### 独ソ戦
アインザッツグルッペンの虐殺が最も大規模になったのは独ソ戦の際である。独ソ戦に先立つ1941年6月に東欧やソ連の「政治的敵」の銃殺を行うためにアインザッツグルッペンが再び組織された。この際のアインザッツグルッペンは、A隊・B隊・C隊・D隊の4隊から成り、それぞれの隊の下にアインザッツコマンドとゾンダーコマンド（Sonderkommando、特別分遣隊）という部隊が複数ずつ置かれた。総員は3000名ほどであった。各グルッペはそれぞれ北方軍集団、中央軍集団、南方軍集団、第11軍に付属してその前線の後方で銃殺活動を行った。またポーランド侵攻の時と異なり、それぞれのグルッペを管轄する親衛隊及び警察高級指導者(Höhere SS- und Polizeiführer)も定められた。ハイドリヒの独断専行を抑えるためのヒムラーの配慮と思われる。
ソ連占領地ではドイツ軍に対するパルチザン活動が激しかったため、「パルチザン」「共産主義者」などの容疑をかけられて虐殺される民間人が急増することとなった。しかも戦時中にナチスはユダヤ人絶滅政策（ホロコースト）を推し進めており、アインザッツグルッペンがそのための虐殺も行ったため、犠牲者数はこれまでのアインザッツグルッペンの活動とは比較にならないほどの数に上った。継続裁判のアインザッツグルッペン裁判では、独ソ戦中のアインザッツグルッペンによる犠牲者は85万人から130万人といわれるが、実際には誇張されており、約半分の約56万人であるという説もある。多くはユダヤ人であり、独ソ戦開始から1941年末までだけでソ連領のユダヤ人50万人が殺害されたという。
独ソ戦でのアインザッツグルッペンの殺戮が効率的だったのはこれまで非協力的だったドイツ国防軍が協力的になったことも影響している。国防軍も人種差別はともかく反共主義には全面的に賛成であり、共産党幹部やボルシェヴィキに対しては情けは無用と考えていたため、それらに属する人物は民族を問わず逮捕の対象となったからである。
アインザッツグルッペンDの司令官だったオットー・オーレンドルフの証言によると、1942年春にヒムラーから女子供については今後は銃ではなくガストラックによって殺すよう命じられたという。その理由はロシア占領地親衛隊及び警察高級指導者エーリヒ・フォン・デム・バッハ＝ツェレウスキーの証言から推察できる。その証言によると1941年8月にヒムラーがミンスクに来てアルトゥール・ネーベが司令官を務めるアインザッツグルッペBの銃殺を視察したのだが、死体を見たヒムラーが気分が悪くなってよろけてしまったという。この際にヒムラーは銃の撃ち方が下手すぎるせいだと怒っていたという。ガストラックの開発は国家保安本部の将校ヴァルター・ラウフ（de:Walter Rauff）SS大佐が中心となって行った。ラウフは戦後「大量射殺は兵たちの大きな精神的重圧になっており、それから兵たちを解放してやるためにガストラックを導入した」と証言している。
アインザッツグルッペDにはパウル・ブローベルSS大佐が率いる1005特務班が含まれていた。この部隊はアインザッツグルッペンの大量虐殺の証拠の隠滅にあたった。

### 戦後
戦後、アインザッツグルッペンの指揮官の多くは戦争犯罪人とされて裁判にかけられた。特にアメリカ軍が開廷したニュルンベルク継続裁判の1つアインザッツグルッペン裁判がアインザッツグルッペンを裁いた法廷として有名である。24名の指揮官が起訴され、うち22名が死刑か懲役刑に処せられた。21世紀に入ってからも、D部隊（ウクライナで1941年から42年にかけて10万人の殺害に関与したとされる）に所属したカナダ在住のドイツ系ウクライナ人元隊員がカナダ籍を剥奪されドイツに強制送還されるなど、摘発が行なわれている。

## 人数

### 指揮権者
アインザッツグルッペンは、国家保安本部長官のハイドリヒ、あるいはその上位者である親衛隊全国指導者ハインリヒ・ヒムラーの命令によって動いていたが、軍への臨時動員の形であったので、形式的には国家保安本部に属さず、軍や軍集団に属した。そのため国防軍も移動や補給など一定の範囲ではアインザッツグルッペンに命令することができたとみられている。

### 部隊の構成
アインザッツグルッペンは混成部隊である。その指揮官は国家保安本部（ゲシュタポ、刑事警察、SDなど）の将校たちで占められている。一方、その指揮の下に銃殺を行う兵士たちは武装親衛隊隊員と親衛隊上級大将クルト・ダリューゲ配下の秩序警察(オルポ)の警察官が多い。保安警察やSDは単独ではたくさんの人員を確保できないので武装親衛隊や秩序警察から人員を借りたのである。
以下に独ソ戦の際の「アインザッツグルッペンA」の構成を一例として記載する。
- 武装親衛隊隊員　： 340人 (34 %)
- オートバイ運転手　： 172人
- 本部　： 18人
- SD　： 35人 (3.5 %)
- 刑事警察（クリポ）　： 41人 (4.1 %)
- ゲシュタポ　： 89人 (9.0 %)
- 外国人補助警官（英語版）　： 87人 (8.8 %)
- 秩序警察（オルポ）　： 133 (13.4 %)
- 女性従業員　： 13人
- 通訳　： 51人
- テレタイプ通信士　： 3人
- 無線通信士　： 8人
- 総計: 990人

### 隊員たちの参加理由
アインザッツグルッペンは全く人気のない部隊で、隊員のほとんどは強制的に来させられた。
アインザッツグルッペンの指揮官である国家保安本部の将校たちは、長官ラインハルト・ハイドリヒの命を受けた者である。ハイドリヒは部分的忠誠心しか捧げない部下が嫌いだった。つまり彼の下では「中間的な存在」「名誉職的な存在」でいる事は許されないということである。特にその傾向が強い「非軍人的な軟弱な知識人」にこの殺戮任務を負わせることでナチズムと運命共同体にして反ナチ派となる可能性を奪いとろうとした。実際アインザッツグルッペン指揮官に任じられたのはオットー・オーレンドルフやフランツ・ジックス、オットー・ラッシュ、ヴァルター・ブルーメ、マルティン・ザントベルガーなどインテリ肌の者が多い。またハイドリヒのキリスト教嫌いのためか、牧師のエルンスト・ビーバーシュタインもアインザッツグルッペンの指揮官に任じられている。オーレンドルフはアインザッツグルッペンの指揮官になる事を2回拒否したが、避けがたい3回目の命令で受けるしかなくなったという。アインザッツグルッペンの指揮官になることは国家保安本部での昇進や地位の保全の条件になっていたと考えられている。
その指揮を受ける隊員は武装親衛隊か秩序警察（オルポ）の警察官が多かった。特に武装親衛隊員はアインザッツグルッペン総員の半数近い1500名の人員を出している。武装親衛隊員にとってはアインザッツグルッペンは懲罰部隊であった。第2SS装甲師団「ダス・ライヒ」師団長ゲオルゲ・ケプラー（de）は「彼らは勤務に遅れたり、居眠りしたため軍法会議にかけられ、アインザッツグルッペンに志願すれば免責すると言い渡された者たちである。厳罰や武装親衛隊員としてのキャリアが終わる事を恐れる者はこれに志願し、特別な訓練を受けて殺人者になった。何をさせられるかに気づいて志願を拒否した場合は懲罰としてアインザッツグルッペンへの配置替え命令が下達された。命令なので拒否した場合は銃殺である。（略）こうしてまともな若者たちが犯罪者になり下がってしまった」と述べている。
一方、エストニア人やリトアニア人、ラトビア人、ウクライナ人など現地の対独協力者も補助警察官としてアインザッツグルッペンに参加しているが、彼らは熱狂的な反ユダヤ主義者であり、自ら望んで殺戮していることが多かった。しばしば手当たり次第にユダヤ人を殺すので、殺害数のカウントなど「秩序ある殺戮」を遂行するドイツ人隊員たちが止めねばならないほどだったという。

### 部隊の編成

#### 第二次世界大戦前
- アンシュルス（オーストリア併合）時
  - アインザッツコマンド「エスターライヒ」（オーストリア)　：　フランツ・ジックス親衛隊大佐
- ズデーテンラント併合時
  - アインザッツグルッペン「ドレスデン」　：　ハインツ・ヨスト親衛隊大佐
    - 5つのアインザッツコマンドが隷属

  - アインザッツグルッペン「ウィーン」　：　ヴァルター・シュターレッカー親衛隊大佐
    - 2つのアインザッツコマンドが隷属

#### ポーランド戦
ポーランドでの移動虐殺部隊は6つのアインザッツグルッペンとその下の16のアインザッツコマンドから構成された。総人員は2700人から3000人ほどであった。
- アインザッツグルッペI　：　ブルーノ・シュトレッケンバッハ親衛隊大佐(Bruno Streckenbach)
  - アインザッツコマンド1/I　：　ルートヴィヒ・ハーン親衛隊少佐(de:Ludwig Hahn)
  - アインザッツコマンド2/I　：　ブルーノ・ミュラー親衛隊少佐(de:Bruno Müller)
  - アインザッツコマンド3/I　：　アルフレート・ハッセルベルク親衛隊少佐(de:Alfred Hasselberg)
  - アインザッツコマンド4/I　：　カール・ブルンナー親衛隊少佐(Karl Brunner)
- アインザッツグルッペII　：　エマヌエル・シェーファー親衛隊大佐(de:Emanuel Schäfer)
  - アインザッツコマンド1/II　：　オットー・ゼンス親衛隊中佐(de:Otto Sens)
  - アインザッツコマンド2/II　：　カール・ハインツ・ルクス親衛隊少佐(de:Karl-Heinz Rux)
- アインザッツグルッペIII　：　ハンス・フィッシャー親衛隊中佐(Hans Fischer)
  - アインザッツコマンド1/III ：　ヴィルヘルム・シャープヴィンケル親衛隊少佐(de:Wilhelm Scharpwinkel)
  - アインザッツコマンド2/III　：　フリッツ・リプハルト親衛隊少佐（de:Fritz Liphardt）
- アインザッツグルッペIV　：　ロタール・ボイテル親衛隊少将(de:Lothar Beutel)
  - アインザッツコマンド1/IV　：　ヘルムート・ビショフ親衛隊少佐(de:Helmut Bischoff）
  - アインザッツコマンド2/IV　：　ヴァルター・ハマー親衛隊少佐(de:Walter Hammer)
- アインザッツグルッペV　：　エルンスト・ダムツォーク(de:Ernst Damzog)
  - アインザッツコマンド1/V　：　ハインツ・グレーフェ親衛隊少佐(de:Heinz Gräfe)
  - アインザッツコマンド2/V　：　ロベルト・シェーフェ親衛隊少佐(de:Robert Schefe)
  - アインザッツコマンド3/V　：　ヴァルター・アルバート親衛隊少佐(de:Walter Albath)
- アインザッツグルッペVI　：　エーリヒ・ナウマン親衛隊上級大佐(Erich Naumann)
  - アインザッツコマンド1/VI　：　フランツ・ゾンマー親衛隊少佐(de:Franz Sommer)
  - アインザッツコマンド2/VI　：　ゲルハルト・フレッシュ親衛隊少佐(de:Gerhard Flesch)
- アインザッツグルッペ「フォン・ヴォイルシュ」　：　ウード・フォン・ヴォイルシュ(Udo von Woyrsch)、のちオットー・ラッシュ(Otto Rasch)

#### 独ソ戦期

##### アインザッツグルッペA
1. 人員数及び展開範囲
- 約990人
- ドイツ軍A軍集団（de:Heeresgruppe A）占領地域及びバルト海北方地域

2. 司令部の所在地
- プスコフ(Pleskau)(1941年7月18日から)
- Nowoselje(1941年7月23日から)
- Pesje (1941年8月24日から)
- Kikerino (1941年9月2日から)
- Meshno及びリガ(Riga)(1941年9月終わりから)
- Krasnogwardeisk (1941年10月7日から)
- Nataljewka (1942年11月から)

3.　司令官
- ヴァルター・シュターレッカー親衛隊少将(Walter Stahlecker)(1941年6月22日‐1942年3月23日、)
- ハインツ・ヨスト親衛隊少将(Heinz Jost)(1942年3月29日‐1942年9月2日)
- フンベルト・アッハマー・ピフラーダー親衛隊上級大佐(de:Humbert Achamer-Pifrader)(1942年9月10日‐1943年9月4日)
- フリードリヒ・パンツィンガー親衛隊上級大佐(Friedrich Panzinger)(1943年9月5日‐1944年5月6日)
- ヴィルヘルム・フックス親衛隊上級大佐(Wilhelm Fuchs) (1944年5月6日‐1944年10月10日)

4. 隷下の部隊
ゾンダーコマンド1a
- マルティン・ザントベルガー親衛隊大佐(Martin Sandberger)(1941年6月– 1943年)
- ベルンハルト・バーツ親衛隊中佐(de:Bernhard Baatz) (1943年8月1日– 1944年10月15日)

ゾンダーコマンド1b
- エーリヒ・エーアリンガー親衛隊中佐(Erich Ehrlinger)(1941年6月 – 1941年11月)
- ヴァルター・ホフマン親衛隊少佐(de:Walter Hoffmann)(代理として1942年1月– 1942年3月)
- エドゥアルト・シュトラウヒ親衛隊中佐(Eduard Strauch)(1942年3月 – 1943年6月)
- エーリヒ・イッセルホルスト親衛隊大佐(de:Erich Isselhorst)(1943年6月30日 – 1943年10月)

ゾンダーコマンド1c
- クルト・グラーフ親衛隊少佐(de:Kurt Graaf)(1942年8月1日 – 1942年11月28日)

アインザッツコマンド2
- ルドルフ・バッツ親衛隊少佐(Rudolf Batz)(1941年6月 – 1941年11月)
- エドゥアルト・シュトラウヒ親衛隊中佐(Eduard Strauch)(1941年11月4日 – 1941年12月3日)
- ルドルフ・ランゲ親衛隊少佐(Rudolf Lange)(1941年12月3日 – 1944年)

アインザッツコマンド3
- カール・イェーガー親衛隊大佐(de:Karl Jäger) (1941年6月 – 1943年)
- ヴィルヘルム・フックス親衛隊上級大佐(de:Wilhelm Fuchs) (1943年9月15日 – 1944年5月6日)
- ハンス・ヨアヒム・ベーメ親衛隊大佐(de:Hans-Joachim Böhme)(1944年5月11日 – 1945年1月1日)

##### アインザッツグルッペB
1. 人員数及び展開範囲
- 約655人
- B軍集団や中央軍集団の占領地域及びベラルーシ。

2. 司令部の所在地
- Wolkowysk (1941年7月3日から)
- スロニム(Slonim) (1941年7月5日から)
- ミンスク(Minsk) (1941年7月6日から)
- スモレンスク(Smolensk) (1941年8月5日から)

3.　司令官
- アルトゥール・ネーベ親衛隊中将(Arthur Nebe) (1941年6月‐1941年10月)
- エーリヒ・ナウマン親衛隊少将(Erich Naumann)(1941年11月‐1943年3月)
- ホルスト・ベーメ親衛隊上級大佐(de:Horst Böhme) (1943年3月12日‐1943年8月28日)
- エーリヒ・エーアリンガー親衛隊大佐(Erich Ehrlinger) (1943年8月28日‐1944年4月)
- ハインリヒ・ゼーツェン親衛隊上級大佐(de:Heinrich Seetzen)(1944年4月28日‐1944年8月)
- ホルスト・ベーメ親衛隊上級大佐(de:Horst Böhme) (1944年8月‐不詳)

4. 隷下の部隊
ゾンダーコマンド7a隊長
- ヴァルター・ブルーメ親衛隊大佐 (Walter Blume) (1941年6月 – 1941年9月)
- オイゲン・シュタイムレ親衛隊大佐(Eugen Steimle)(1941年9月‐1941年12月)
- クルト・マチュケ親衛隊大尉(de:Kurt Matschke)(1941年12月－1942年2月)
- アルベルト・ラップ親衛隊中佐(de:Albert Rapp)(1942年2月‐1943年1月28日)
- ヘルムート・ロース親衛隊少佐(de:Helmut Looss)(1943年6月‐1944年6月)
- ゲルハルト・バスト親衛隊少佐(de:Gerhard Bast)(1944年6月‐1944年11月)

ゾンダーコマンド7b隊長
- ギュンター・ラウシュ親衛隊少佐(de:Günther Rausch)(Juni 1941年6月 – 1942年1月か2月)
- アドルフ・オッツ親衛隊中佐(Adolf Ott)(1942年2月 – 1942年7月)
- ヨーゼフ・アウィンガー親衛隊少佐(de:Josef Auinger)(1942年7月－1943年1月)
- ゲオルク・ラーベ親衛隊中佐(de:Georg Raabe)(1943年1月か2月 – ア1944年10月)
- ルドルフ・ホッツェル親衛隊中佐(de:Rudolf Hotzel)(1944年10月 - ?)

ボルコマンド「モスクワ」/のちゾンダーコマンド7c隊長
- フランツ・ジックス親衛隊大佐(Franz Six)(1941年6月20日 – 1941年8月20日)
- ヴァルデマール・クリンゲルヘーファー親衛隊少佐(de:Waldemar Klingelhöfer)(1941年8月 – 1941年9月)
- エーリヒ・ケルティング親衛隊少佐(de:Erich Körting)(1941年9月 – 1941年12月)
- フリードリヒ・ブヒャルト親衛隊少佐(de:Friedrich Buchardt)(1941年12月-1942年1月)
- ヴィルヘルム・ボック親衛隊少佐(de:Wilhelm Bock)(1942年1月から1942年6月)
- ルドルフ・シュミュッカー親衛隊大尉(de:Rudolf Schmücker (1942年6月 – 1942年後期)
- ヴィルヘルム・ブルーム親衛隊少佐(de:Wilhelm Bluhm (1942年後期 – 1943年7月)
- ハンス・エックハルト親衛隊少佐(de:Hans Eckhardt) (1943年7月 – 1943年12月),

アインザッツコマンド8隊長
- オットー・ブラートフィッシュ親衛隊少佐(de:Otto Bradfisch)(1941年6月 – 1941年4月1日)
- ハインツ・リヒター親衛隊少佐(de:Heinz Richter)(1941年4月1日 – 1942年9月)
- エーリヒ・イッセルホルスト親衛隊中佐(de:Erich Isselhorst) (1942年9月 – 1942年11月)
- ハンス・シントヘルム親衛隊少佐(de:Hans Schindhelm (1942年11月13日 – 1943年10月/1944年)
- アルフレート・レンドルファー親衛隊少佐(de:Alfred Renndorfer (1944年4月 – ?)

アインザッツコマンド9隊長
- アルベルト・フィルベルト親衛隊中佐(de:Albert Filbert (1941年6月 – 1941年10月20日)
- オスヴァルト・シェーファー親衛隊少佐(de:Oswald Schäfer) (1941年10月 – 1942年2月)
- ヴィルヘルム・ヴィーベンス親衛隊中佐(de:Wilhelm Wiebens)(1942年2月 – 1943年1月)
- フリードリヒ・ブヒャルト親衛隊少佐(de:Friedrich Buchardt) (1943年1月 – 1943年10月)
- ヴェルナー・ケンプフ親衛隊少佐（de:Werner Kämpf） (1943年10月 – ?)

##### アインザッツグルッペC
1. 人員数及び展開範囲
- 約700名
- C軍集団や南方軍集団の占領地域及びウクライナ。 バビ・ヤール大虐殺を行った。

2. 司令部の所在地
- レンベルク(Lemberg) (1941年7月から)
- ジトーミル(Shitomir) (1941年7月18日から)
- ペルヴォマイスク (Perwomaisk) (1941年8月17日から)
- Nowo-Ukrainska (1941年9月19日から)
- キエフ(Kiew)(1941年9月25日から)
- スタロビルスク (Starobilsk) (1942年9月から)
- ポルタヴァ(Poltawa) (1943年2月から)

3.　司令官
- オットー・ラッシュ親衛隊少将(Otto Rasch) (1941年6月‐1941年10月)
- マックス・トーマス親衛隊中将(de:Max Thomas)( 1941年10月‐1943年4月29日)
- ホルスト・ベーメ親衛隊大佐(Horst Böhme)(1943年9月6日‐1944年3月)

4. 隷下の部隊
ゾンダーコマンド4a
- パウル・ブローベル親衛隊大佐(Paul Blobel) (1941年6月 – 1942年1月)
- エルヴィン・ヴァインマン親衛隊中佐(de:Erwin Weinmann)(1942年1月13日 – 1942年7月)
- オイゲン・シュタイムレ親衛隊大佐(Eugen Steimle) (August 1942年8月 – 1943年1月15日)
- テオドール・クリステンゼン親衛隊少佐(de:Theodor Christensen)(1943年1月 – 1943年終わり)

ゾンダーコマンド4b
- ギュンター・ヘルマン親衛隊大佐(Günther Herrmann) (1941年6月 – 1941年9月)
- フランツ・ブラウネ親衛隊少佐(de:Fritz Braune) (1941年10月 – 1942年3月21日)
- ヴァルター・ヘンシュ親衛隊少佐(de:Walter Haensch) (1942年3月 – 1943年7月)
- アウグスト・マイアー親衛隊中佐(August Meier)(1942年7月 – 1942年11月)
- フリードリヒ・ズール親衛隊中佐(Friedrich Suhr)(1942年11月 – 1943年8月)
- ヴァルデマール・クラウゼ親衛隊少佐(de:Waldemar Krause) (1943年8月 – 1944年1月)

アインザッツコマンド5
- エルヴィン・シュルツ親衛隊上級大佐(de:Erwin Schulz) (1941年6月 – 1941年9月)
- アウグスト・マイアー親衛隊少佐(August Meier)(1941年9月 – 1942年1月)

アインザッツコマンド6
- エルハルト・クレーガー親衛隊少佐(de:Erhard Kröger)(1941年6月 – 1941年11月)
- ロベルト・モーア親衛隊少佐(Robert Mohr)(1941年11月 – 1942年9月)
- エルンスト・ビーバーシュタイン親衛隊少佐(Ernst Biberstein)(1942年9月 – 1943年5月?)
- フリードリヒ・ズール親衛隊中佐(Friedrich Suhr)(1943年8月 – 1943年11月)

##### アインザッツグルッペD
1. 人員数及び展開範囲
- 約600名
- 11軍の占領地域及びウクライナ・ベッサラビア・キシナウ・クリミア

2. 司令部の所在地
- ピアトラ・ネアムツ(Piatra Neamţ) (1941年7月5日から)
- Olschanka (1941年8月から)
- Nikolajew (1941年9月から)
- シンフェロポリ(de:Simferopol) (1941年11月から)
- Woroschilowsk (1942年8月から)

3.　司令官
- オットー・オーレンドルフ親衛隊大佐(Otto Ohlendorf)(1941年6月‐1942年7月)
- ヴァルター・ビーアカンプ親衛隊上級大佐(de:Walther Bierkamp)(1942年7月‐1943年7月)

4. 隷下の部隊
アインザッツコマンド10a
- ハインリヒ・ゼーツェン親衛隊中佐(de:Heinrich Seetzen) (1941年6月 – 1942年7月)
- クルト・ クリストマン親衛隊少佐(de:Kurt Christmann) (1942年8月1日 – 1943年7月)

アインザッツコマンド10b
- アロイス・ペルシュテラー親衛隊少佐 （de:Alois Persterer ）(Juni 1941 – Dezember 1942)
- エドゥアルト・イェダムツィク親衛隊少佐 （de:Eduard Jedamzik ）(1942年12月 – 1943年2月)

アインザッツコマンド11a
- パウル・ツァップ親衛隊少佐(de:Paul Zapp)(1941年6月 – 1942年7月)
- ゲルハルト・バスト親衛隊少佐（de:Gerhard Bast） (1942年11月/12月)
- ヴァルター・ヘルスマン親衛隊少佐(de:Werner Hersmann)(1942年12月 – 1943年5月)

アインザッツコマンド11b
- ハンス・ウングラウベ親衛隊少佐(de:Hans Unglaube)(1941年6月 – 1941年7月)
- ブルーノ・ミュラー親衛隊少佐(de:Bruno Müller)(1941年7月 – 1941年10月)
- ヴェルナー・ブラウネ親衛隊少佐(de:Werner Braune)(1941年10月 – 1942年9月)
- パウル・シュルツ親衛隊中佐(Paul Schulz)(1942年9月 – 1943年2月)

アインザッツコマンド12
- グスタフ・アドルフ・ノスケ親衛隊少佐(Gustav Adolf Nosske)(1941年7月 – 1942年2月)
- エーリヒ・ミュラー親衛隊少佐(Erich Müller)(1942年2月 – 1942年10月)
- ギュンター・ヘアマン親衛隊中佐(Günther Herrmann)(1942年10月 – 1943年3月)

## 関連書籍
- ジョルジュ・ベンスサン著　吉田恒雄訳　『ショアーの歴史　ユダヤ民族排斥の計画と実行』　白水社（文庫クセジュ）、2013年　ISBN 978-4-560-50982-1